# 無偵-7
無偵-7，又称翔龙无人机，是由中华人民共和国成都飞机设计研究所研发、贵州航空工业集团生产的大型高空长航时（High Altitude Long Enduration，HALE）无人机，可执行监视、侦查、评估、情报搜集及信息中继等功能。据猜测，“翔龙”无人机也可为反舰弹道导弹及巡航导弹等指定目标，比如有「航母殺手」之稱的東風-21D導彈。“翔龙”无人机采用了较不常见的带有翼尖小翼的联翼布局，及有利于红外隐身的三角形尾喷口。 是中華人民共和國自行研製生產的高空無人偵察機，主要執行邊境偵察、領海巡邏等任務，功能類似RQ-4全球鷹偵察機。該飛機於2021年9月28日第十三屆中國航展上首次亮相。2021年11月初，无侦-7投入实战化训练。

## 历史
"翔龙"无人机于2006年以缩比模型的形式参加了第六届中国国际航空航天博览会。2011年6月28日，该无人机实机首次曝光，此后其开始进行室外雷达散射截面测量等地面测试。“翔龙”无人机可能于2012年底完成首飞。
2016年10月底西方防務顧問公司公布衛星照片顯示，翔龍經過大改型後可能已經定型量產。中國航空工程師指出，翔龍無人機的大載重量，超強的抗墜毀能力和續航能力使其具備了電子戰能力，不僅可以收集電子戰信息，也可以通過干擾器影響敵方雷達和數据連接。聯翼布局這种設計具有升力系數高、升阻比高、結構重量輕和裝載能力強的特點，其最大優點是既保持了常規大展弦比機翼高巡航升阻比的優點，又克服了常規大展弦比機翼的結構缺陷。
2017年11月央視節目透漏翔龙无人机已經實戰化列裝，其有引導反艦彈道飛彈攻擊大中型軍艦的能力。2018年初翔龍無人機在央視大量公開，已經裝備部隊。2020年12月18日，網傳照片顯示，翔龍無人機已被噴上中國空軍的深灰色塗裝，其機身尾部也出現了軍徽圖案，這說明翔龍無人機已正式服役。

## 设计
翔龙无人机性能及用途与美国诺斯洛普·格鲁门公司研制的“全球鹰”无人机及以色列航天工业公司研制的“埃坦”无人机等相似，但体型尺寸、级别等有所不同。
"翔龙"高空高速无人侦察机全机长14.33米，翼展24.86米，机高5.413米，正常起飞重量 6800公斤，任务载荷600公斤，机体寿命暂定为2500Fh。巡航高度为18000米～20000米，巡航速度大于700公里/小时；作战半径 2000～2500公里，续航时间最大10小时，起飞滑跑距离350米，着陆滑跑距离500米。

## 使用記錄
無偵-7被認為於2018年左右進入中國人民解放軍空軍服役，並被部署到西藏、海南和朝鮮附近的吉林空軍基地。
2019年7月24日，一架無偵-7跟踪正在通過台灣海峽的美國提康德羅加級巡洋艦。
2023年1月1日，一架無偵-7飛越宮古海峽進入菲律賓海，並通過同一航線返回東海。

## 使用國
中华人民共和国
- 中國人民解放軍空軍 - 至少8架。
- 中國人民解放軍海軍航空兵 - 至少8架。

## 规格
参考资料：AirForces Monthly
基本信息
- 机组：0

性能
- 续航时间：10 小时

## 文化
- 央視八套軍旅電視劇突击再突击中翔龙无人机以西藏某山地旅的裝備出現。